# محطة قطار عكا
محطة قطار عكا (بالعبرية: תחנת הרכבת עכו) هي محطة قطار للركاب تخدم عكا والجليل الغربي في شبكة خطوط السكك الحديدية الإسرائيلية. تقع المحطة في شارع دافيد ريمز شرقي عكا، بجوار محطة الحافلات المركزية. يوجد في المحطة أيضًا غرفة تحكم تراقب حركة القطارات على سكة الحديد الساحلية في مقطع الكرايوت - نهاريا.

## تاريخ

### المحطة التاريخية
في عام 1913 بنى العثمانيون سكةً حديدية فرعية من سكة حديد المرج ربطت بين عكا وحيفا وتحديدًا من بلد الشيخ (نيشر اليوم). فُككت السكة الحديدية خلال الحرب العالمية الأولى، وأعاد بناؤها البريطانيون فيما بعد. كانت تقع المحطة على الشاطئ قرب عكا القديمة (حاليًا في المجمع الذي تقع فيه مدرسة ضباط البحرية منذ عام 1954). في فترة الانتداب البريطاني عملت المحطة على الخط الضواحي عكا - حيفا مرورًا بالكريوت.
في عام 1942 بُنيت سكةً حديديةً جديدة من عكا إلى طرابلس في لبنان عبر نهاريا ورأس الناقورة، وخدمت بشكل أساسي الجيش البريطاني. بينما خدمت محطة عكا المدنيين حتى نهاية الانتداب البريطاني.
بعد قيام دولة إسرائيل ضُم مبنى المحطة العثمانية والحديقة المحيطة به إلى أراضي بلدية عكا. في عام 1954 انتقلت مدرسة الضباط البحريين من حيفا إلى موقع المحطة. وتحول مبنى المحطة ذو الطابقين سكنًا للطلاب العسكريين ومكاتب حتى تم الانتهاء من بناء مباني المدرسة الداخلية الجديدة. في منتصف الستينيات تضرر المبنى بشدة جراء عاصفة شتوية شديدة، وقررت إدارة المدرسة هدمه.

### المحطة الجديدة
في أوائل الخمسينيات أُنشئت محطة جديدة على سكة الحديد المتجهة إلى نهاريا، وكانت في البداية مجرد مكان متفق عليه لتحميل وإنزال الركاب بدون رصيف أو مبنى محطة. على مر الأعوام بُني هيكل حجري صغير في المحطة.
في عام 2001 جدّدت شركة قطار إسرائيل مبنى المحطة كاملاً، وأنشأت صالة ركاب واسعة بجوار الرصيف الحالي ورصيف آخر يمكن الوصول إليه بممر تحت الأرض. كما أنشأت مواقف للسيارات بجوار المحطة. بعد أعمال التجديد بدأت المحطة العمل في 19 مارس 2002، وافتتحت في احتفال رسمي يوم 21 مايو 2002 بحضور وزير المواصلات أفرايم سنيه والمدير التنفيذي لشركة قطار إسرائيل يوسي سنير.
في 13 يوليو 2006 بعد اندلاع حرب لبنان الثانية، توقفت حركة القطارات في المحطة بسبب سقوط الصواريخ من حزب الله شمالي البلاد. واستؤنفت حركة القطارات في 14 أغسطس بعد انتهاء الحرب.